# 赵承金
赵承金（1901年—1989年10月），满族，董鄂氏，辽宁省海城市牛庄镇人，中国人民解放军开国少将。第二、第三、第四、第五届全国政协委员。

## 生平
1914年，小学毕业后，当时家里有七口人，只有15亩地，但是父亲残疾没法干农活，家里贫苦，迫不得已只好卖家产举家投奔吉林省海龙县朝阳镇赵承金的舅舅家，赵承金到朝阳镇的福源长商号当店员。
1917年6月被父亲送到东北军第5混成旅给旅副官长高玉海当勤务兵。1920年入绥中县团教导队。1930年10月进入东北讲武堂第11期学习。1931年毕业于东北讲武堂。1933年长城抗战时任116师346旅691团三营长，在易县驻防，受相邻的647团吕正操影响。1937年10月吕正操发动“小樵易帜”时，是3个核心支持者之一。1937年12月入党，所带的营创建冀中军区第一军分区，历任冀中人民自卫军第一团团长、冀中军区第七支队兼第一军分区司令员。1942年12月，南进支队与冀鲁豫军区第5、第6军分区合并，组成冀鲁豫第4军分区，赵承金任司令员。1944年，杨得志带领赵承金等冀鲁豫6个团赴陕甘宁边区，8月“西进支队”改编为陕甘宁晋绥联防军教导第一旅，杨得志任旅长，赵承金任副旅长。不久，部队下辖的5个团缩编为2个团，驻防在甘泉县清泉沟。
抗战胜利后，林枫带队，教导第一旅副旅长赵承金、参谋长李英武、政治部主任邱先通率旅直一部、第2团全部、从第1团和回民支队抽调的2个团的干部架子，于1945年10月底到达沈阳。任沈阳卫戍司令部副司令（分管行政、治安）兼辽宁保安第四旅旅长、1945年11月底退出沈阳，主要要求带干部去辽南，任辽宁军区第一军分区（平原军分区）司令员、辽南地委常委兼辽南军分区司令员。1946年5月黑龙江省军区副司令员。1947年1月西满军区第三军分区司令员，该分区下辖2个步兵团、2个骑兵团。1947年9月嫩江军区第一副司令员。1948年底组建东北军区整训4师任师长、后改称第170师任师长，驻防锦西。
1950年底，撤销第170师，任辽西军区副司令员，实际赴任辑安江防司令。1954年初任热河省军区司令员。1955年，授予中国人民解放军少将一级独立自由勋章、一级解放勋章。1956年3月任辽宁省军区第一副司令员。

## 家人
父亲赵德全：曾任清军哨官（连长），中日甲午战争期间，随左宝贵到朝鲜抗击日军，重伤至残。